# Paul Allen Catlin
Paul Allen Catlin (* 25. April 1948 in Bridgeport, Connecticut; † 20. April 1995 in Detroit, Michigan) war ein US-amerikanischer Mathematiker, der sich mit Graphentheorie und Zahlentheorie befasste.
Catlin interessierte sich schon als Schüler sehr für Mathematik und baute mit 14 Jahren eine Addiermaschine aus Relais. Er studierte an der Carnegie Mellon University, wo er als Undergraduate seine ersten zahlentheoretischen Arbeiten veröffentlichte. Nach dem Bachelor-Abschluss 1973 studierte er an der Ohio State University mit dem Master-Abschluss 1975 und der Promotion 1976 bei Neil Robertson (Embedding subgraphs and coloring graphs under extremal degree conditions). Unter Robertson wandte er sich auch der Graphentheorie zu. Als Post-Doktorand ging er an die Wayne State University. 1981 wurde er dort Associate Professor und später Professor.
Catlin erweiterte den Satz von R. Leonard Brooks über Graphenfärbung. Mit Béla Bollobás und Paul Erdős zeigte er, dass Hadwigers Vermutung für fast alle Graphen korrekt ist. Außerdem fand er Gegenbeispiele für die Verschärfung von Hadwigers Vermutung, die György Hajós formuliert hatte (Hajós-Vermutung).
In den 1980er Jahren führte er das für die weitere Forschung fruchtbare Konzept kollabierbarer Untergraphen ein (collapsible subgraph). Er bewies damit mehrere Resultate über Eulersche Untergraphen und Supereulersche Graphen (solche mit Faktoren, die Eulersche Graphen sind). Neben Graphentheorie befasste er sich mit Zahlentheorie (Diophantische Approximationen, Fibonacci-Folgen).
Sein Bruder David W. Catlin ist ebenfalls Mathematiker und Professor an der Purdue University.